# 酆國
酆国（約前1046年～約前1023年），是西周一个诸侯国。国君为姬姓。酆本商崇侯虎之地，周文王灭崇作丰邑。周武王时封其十七弟于酆（陕西山阳），是为酆侯。周成王十九年，黜酆侯，自此绝封。
依据《路史·国名纪己》中的解释，酆国以楚国之丰邑，即《续汉书·郡国志》南阳郡析县丰乡城为是，酆国在今江苏徐州丰县。今本《竹书纪年》记：成王十九年，黜酆侯，自是绝封。酆侯是因好酒而醉乱迷逸，被成王废黜绝国的。

## 地理位置
酆字读作“丰”。顾栋高《春秋大事表·五》中记载：酆本商崇侯虎之地，文王灭崇，作丰邑，武王封其弟为酆侯。丰邑位于陝西山阳县，不是周朝原来的都城丰京。